# Förgyllning

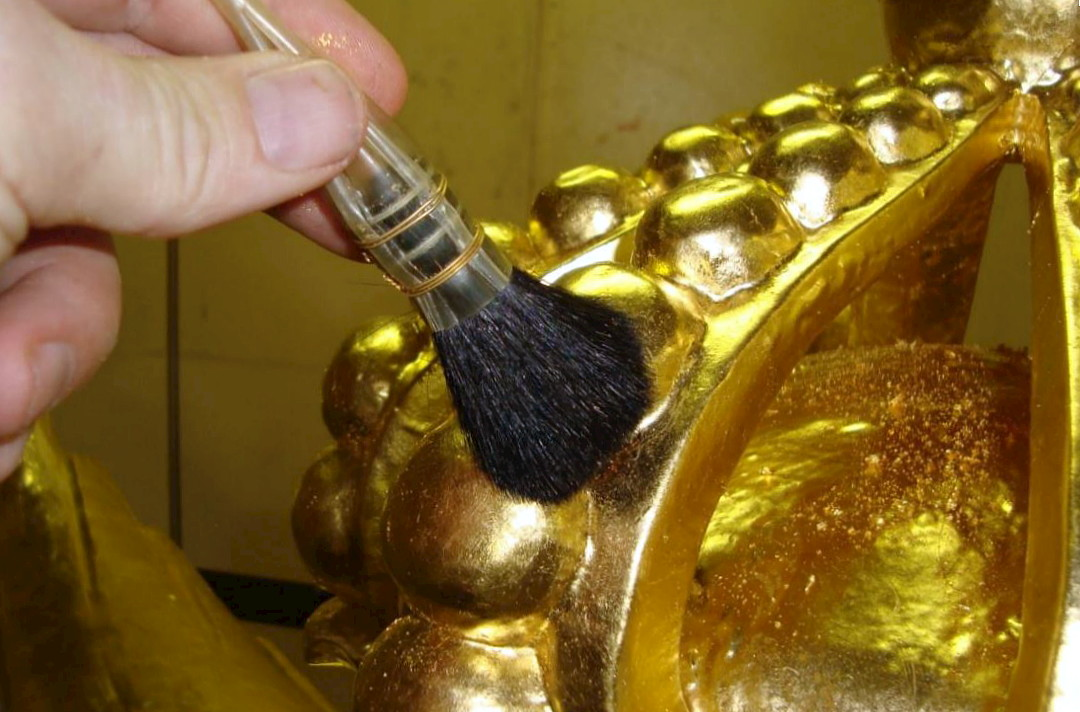
Förgyllning med bladguld på Stockholms Centrals gamla klocka

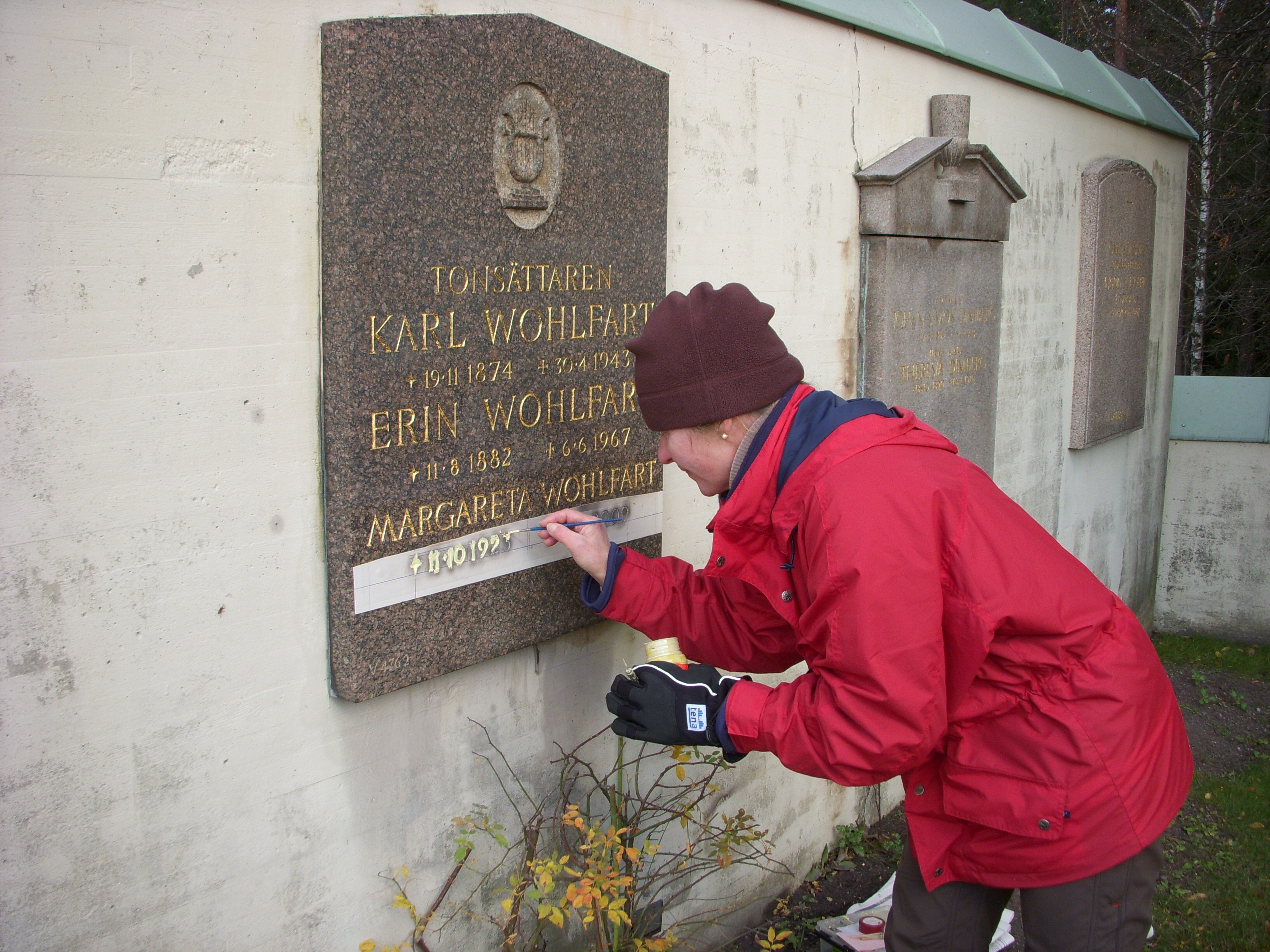
Förgyllning med bladguld på Skogskyrkogården

Förgyllning innebär att ett föremål beläggs med ett tunt lager guld med hjälp av olika metoder. 
Förgyllning med äkta guld har länge varit ett exklusivt sätt att försköna målade ytor och föremål och att förstärka effekten hos vissa detaljer. Medeltida träskulpturer eller helgonmålningar kunde till exempel ha förgyllda glorior.
Förgyllning av detaljer eller hela föremål görs med bladguld som läggs på en speciell fernissa, så kallad guldgrund. Innan guldgrunden läggs på måste ytan förbehandlas så att den är slät och icke sugande, och beroende på bladguldets kvalitet kan det vara nödvändigt att fernissa den färdigförgyllda ytan med exempelvis schellackfernissa.
För reparations- och bättringsarbeten används musselguld, ett guldpulver tillverkat av avfallet från bladguldstillverkningen. Som ett billigare alternativ till äkta guld har man använt tennsulfid, som i detta sammanhang kallas mussivguld.
En äldre metod att förgylla metallföremål var så kallad brännförgyllning. Föremålet penslades med en amalgam bestående av kvicksilver och guld och upphettades sedan så att kvicksilvret förångades. Metoden slutade användas på grund av de mycket giftiga kvicksilverångor som bildades. Idag anbringas guld på metallarbeten vanligtvis genom elektrolys (elektroplätering).
Följande terminologi gäller guldbeläggning av smycken. Ingen av dessa kategorier får guldstämpel:
- Tunnare än två mikrometer kallas förgyllning
- Mer än fyra mikrometer kallas doublé (eller gulddoublé)
- Plätering är mer än åtta mikrometer tjockt